# Erekovtsi
Erekovtsi (en macédonien Ерековци) est un village du sud de la Macédoine du Nord, situé dans la municipalité de Prilep. Le village comptait 385 habitants en 2002.

## Démographie
Lors du recensement de 2002, le village comptait :
- Macédoniens : 282
- Serbes : 1
- Autres : 2